# Ove Rode
Ove Rode (31 août 1867 - 11 juillet 1933) est un homme politique danois, écrivain, journaliste et ministre de l'Intérieur pour le parti de la Gauche radicale.

## Biographie
Ove Rode est né dans une famille littéraire et de personnalités politiques. Il est le fils de l'homme de lettres Godfred Rode et de Margarethe Lehmann, frère du poète Helge Rode, et petit-fils de l'homme d'Etat Orla Lehmann. Il est le grand-père de l'acteur Stig Rode Hoffmeyer.
Après des études à l'Université de Christiania (Oslo), il lance son propre quotidien, København, avant de rejoindre l'équipe du quotidien Politiken. Ses articles démasquent notamment les pratiques corrompues du Ministre de la justice Peter Adler Alberti et contribuent à la chute et l’inculpation de celui-ci. 
En parallèle, Ove Rode a une production littéraire et théâtrale remarquée, notamment avec sa comédie «La conversion de Harlequin«, jouée dans plusieurs théâtres européens (et pour laquelle le compositeur C.F.E. Horneman écrit la musique de scène).
Membre du Parlement (Folketing) depuis 1909 pour le parti de la Gauche radicale, il devient chef du groupe et porte-parole du parti. Il reste membre du Folketing jusqu'à sa démission en 1927.
En 1913, il devient Ministre de l'Intérieur du second gouvernement de Carl Theodor Zahle. Pendant la première guerre mondiale, les lois de régulation du commerce et des prix qu'il fait voter (dites Lois d'août ou Augustlovene), quoique très controversées par l'industrie, assurent durant cette période difficile l'approvisionnement de toute la population à des prix abordables.
En 1927, il devient rédacteur en chef du quotidien Politiken.